# Napredak
 Ovo je glavno značenje pojma Napredak. Za druga značenja pogledajte Napredak (razdvojba).
Napredak označava – obično u pozitivnom smislu shvaćen razvoj države. Suprotnost je nazadovanje ili nazadnost.
Dvosmislen pojam ima značajne povijesno filozofske i kulturno-filozofske utjecaje i oblikuje na poseban način, svjetonazor zapadnog modernizma.
Napredna razmišljanja su se u europi i sjevernoj americi počela znatnije razvijati od novog vijeka. 
Pogotovo s Francuskom revolucijom i prosvjetiteljstvom ideja kontinuiranog napretka čovječanstva dobila je značajan poticaj. 
Brojnim ljudima u zapadnoj kulturi je ideja o postojanju stalnog "napredka" toliko jasna, da ne razmišljaju o tome da postoje i potpuno različiti svijetonazorni aksiomi.

## Definicija
Progresivna razmišljanja uključuju sljedeće aksiome:
- povijesni razvoj ide linearno.
- opće stanje se stalno poboljšava, eventualno može biti prekinuto zastojima
- može postojati i ideja da promjene teku prema jednim cilju  (teleologija).
- često je povezano s vjerovanjem, da se povijest razvija sistematski.

Adjektiv progresivno je unutar komunističkih diskursa također imao značaj za pohvalu teoretičara koji nisu bili marksisti. 